# Юфа, Тамара Григорьевна
Тама́ра Григо́рьевна Юфа́ (урождённая Чванова; 2 марта 1937, деревня Колодезная Липецкой области — 6 октября 2022) — заслуженный художник Российской Федерации (1999), народный художник Карелии, заслуженный деятель искусств Карельской АССР (1985), лауреат Государственной премии Карельской АССР (1979), Почётный гражданин Петрозаводска.

## Биография
Родилась в деревне Колодезная Липецкой области. Детство прошло в Ельце. В 1956—1960 годах училась в Ленинградском художественно-педагогическом училище. С 1960 года преподавала в школе посёлка Ладва Карельской АССР, с 1964 года проживала в Петрозаводске.
В графике Т. Г. Юфа известна в первую очередь работами на сюжеты эпоса «Калевала». Среди работ первых лет — «Сюоятар» (1962), «Лоухи и дочь», «Невеста Похьелы», «Айно» (1963), «Рунопевцы» (1966) и другие. Композиции выполнены в бело-чёрной гамме, изредка вводится охра («Лебедь Туонелы», 1965; «Марьятта», 1968; «Плач невесты», 1973; «За лебедем смерти», 1974).
Со временем колорит стал более разнообразным, манера приобрела отточенность — «Кантелист» (1977), «Композиция» (1984), «Невеста» (1982), «Похъела» (1984), «Айно» (1987).
Создала станковые композиции по мотивам «Слова о полку Игореве» (триптих, 1966), выполнила иллюстрации к изданиям эпоса «Калевала» (1966, 1970 и 2000), к «Сказке о мёртвой царевне и о семи богатырях» (1970, 1978), к сказкам Андерсена, Топелиуса, братьев Гримм, Перро и других авторов. Т. Г. Юфа — автор экслибрисов.
Работала в качестве сценографа в Национальном театре Республики Карелия, Карельском театре кукол, оформила спектакли по произведениям Топелиуса, Ибсена и Линдгрен.
Самое большое публичное собрание работ — в Музее изобразительных искусств Республики Карелия в Петрозаводске. Произведения Т. Г. Юфы хранятся в Национальном музее Республики Карелия, в музеях Архангельска и Сыктывкара.
Скончалась 6 октября 2022 года. Отпевание состоялось 10 октября 2022 года в соборе Александра Невского в Петрозаводске. Похоронена на Сулажгорском кладбище (уч. № 5) Петрозаводска.

## Семья
Дочь Маргарита Юфа (род. 1960) — график, художник книги, сценограф.